# Never Let Me Down Again
Never Let Me Down Again è un singolo del gruppo musicale britannico Depeche Mode, il secondo estratto dal sesto album in studio Music for the Masses e pubblicato il 24 agosto 1987.

## Video musicale
Esistono due video musicali per il brano di differente lunghezza, entrambi diretti da Anton Corbijn e girati in Danimarca. La versione più lunga è presente nell'album video Strange utilizzando il celebre Split Mix (a meno della intro e della coda della traccia).

## Tracce
Testi e musiche di Martin L. Gore.
1. Never Let Me Down Again – 4:20
2. Pleasure, Little Treasure – 2:52

## Formazione
- Dave Gahan – voce
- Martin Gore – chitarra, seconda voce, tastiera, cori, campionatore
- Andy Fletcher – sintetizzatori, cori, campionatore
- Alan Wilder – sintetizzatori, pianoforte, cori, campionatore

## Classifiche
| Classifica (1987)                 | Posizione massima |
| --------------------------------- | ----------------- |
| Australia                         | 82                |
| Austria                           | 29                |
| Finlandia                         | 5                 |
| Francia                           | 29                |
| Germania                          | 2                 |
| Irlanda                           | 12                |
| Italia                            | 12                |
| Paesi Bassi                       | 80                |
| Regno Unito                       | 22                |
| Spagna                            | 5                 |
| Stati Uniti                       | 63                |
| Stati Uniti (dance club)          | 12                |
| Stati Uniti (dance singles sales) | 29                |
| Sudafrica                         | 15                |
| Svezia                            | 7                 |
| Svizzera                          | 7                 |